# Richtolsheim
Richtolsheim je občina v departmaju Bas-Rhin francoske regije Alzacija.
Leta 1990 je v občini živelo 243 oseb oz. 67 oseb/km².